# Pinanga ridleyana
Pinanga ridleyana är en enhjärtbladig växtart som beskrevs av Odoardo Beccari och Caetano Xavier Furtado. Pinanga ridleyana ingår i släktet Pinanga och familjen Arecaceae. Inga underarter finns listade i Catalogue of Life.